# Ljubljanica

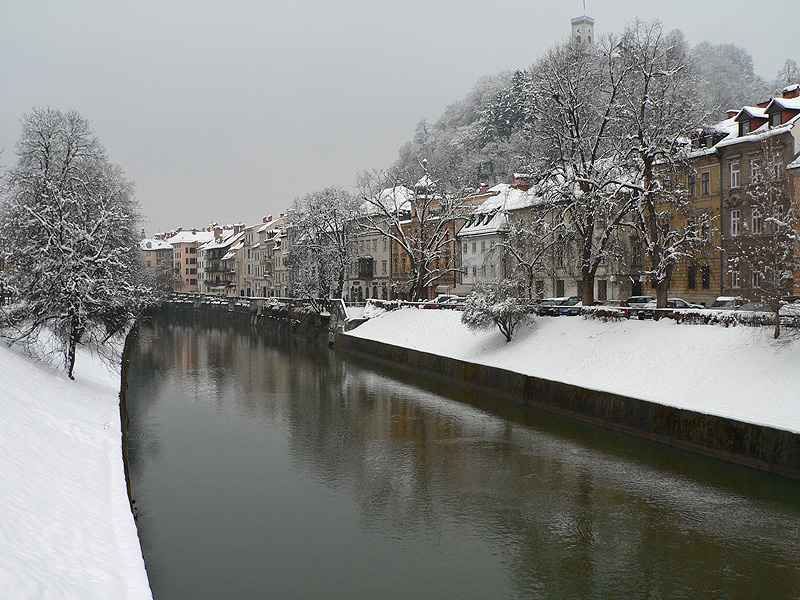
A Ljubljanica folyó Ljubljanában

Ljubljanica (IPA: [ljubˈljaːniʦa], németül: Laibach, IPA: [ˈlaebax]) a Száva jobb oldali mellékfolyója  Szlovéniában. 
A folyócska mindössze 41 km hosszú, ebből is 20 km-t búvópatakként folyik a szlovén karsztvidék barlangjain keresztül. Ennek köszönhetően hétszer változtat nevet: Trbuhovica, Obrh, Stržen, Rak, Pivka, Unica és végül Ljubljanica. Átszeli Ljubljanát, a szlovén fővárost, és 10 km-re keletebbre, Podgradnál a Kamniška Bisricával együtt ömlik a Szávába.

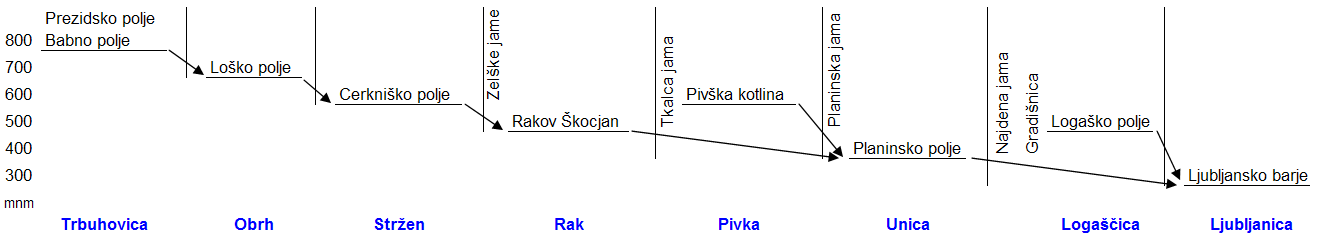
A Ljubljanica nevei

Vízgyűjtő területe 1 779 km².